# 西蒙·格魯爾
西蒙·格魯爾（Simon Greul，1981年4月13日—）出生于西德斯图加特，是一位德國職業網球運動員，於2000年轉為職業球員。他的职业生涯ATP单打最高世界排名是第55名（2010年3月22日）。

## 外部連結
- 西蒙·格魯爾（英文/西班牙文）的官方資料
- 西蒙·格魯爾的國際網球總會 職業／青少年 官方資料（英文）
- 西蒙·格魯爾的官方資料（英文）